# Виэ
Виэ (нем. Wiehe) — район общины Рослебен-Виэ в Германии, в земле Тюрингия. 
Входит в состав района Кифхойзер.  Население составляет 2051 человек (на 31 декабря 2010 года). Занимает площадь 24,35 км². Официальный код  —  16 0 65 081.